# Sherwood Idso
Sherwood Burtrum Idso (Thief River Falls, 12 giugno 1942 – 12 giugno 2024) è stato un fisico, idrologo e meteorologo statunitense, uno dei più noti scienziati scettici sui cambiamenti climatici.

## Biografia
Idso studiò all'Università del Minnesota, dove conseguì il bachelor in fisica nel 1964, il master universitario in scienza del suolo (con specializzazione in fisica) nel 1966 e il Ph.D in scienza del suolo (con specializzazioni in meteorologia e Ingegneria meccanica) nel 1968. Dal 1967 lavorò come ricercatore nel Servizio di ricerca agraria del Dipartimento dell'agricoltura degli Stati Uniti d'America, svolgendo la sua attività nell' U.S. Water Conservation Laboratory, dove lavorò per 35 anni. Dal 1984 al 2007 lavorò inoltre come professore a contratto di geografia e biologia delle piante all'Università statale dell'Arizona. Dal 1973 al 1993 fu redattore della rivista Agricultural and Forest Meteorology. Idso fu affiliato all'American Meteorological Society e all'American Society of Agronomy. Durante la sua carriera di ricercatore, Idso si occupò di stratificazione termica e circolazione dell'acqua nei laghi, di agrometeorologia e di telerilevamento. Fu autore o coautore di cinque libri e di più di 130 articoli scientifici.

## Posizioni sui cambiamenti climatici
In contrasto con il consenso scientifico sui cambiamenti climatici, Idso contestò l'origine antropica del riscaldamento globale attuale ritenendo che questo fosse invece dovuto a cause naturali. Per Idso, l'anidride carbonica emessa dalle attività umane avrebbe sul riscaldamento dell'atmosfera un effetto modesto. Di contro, affermò che il riscaldamento globale e l'aumento di CO2 nell'atmosfera potrebbero avere un effetto benefico sull'agricoltura e sulle piante.
Idso fu affiliato a diversi centri studi di orientamento conservatore e scettico sui cambiamenti climatici, come l'Istituto George C. Marshall e il Committee for a Constructive Tomorrow (CFACT). Dal 2001 al 2018 Sherwood Idso ricoprì l'incarico di presidente del Center for the Study of Carbon Dioxide and Global Change, centro fondato nel 1998 da suo figlio Craig Idso e in cui partecipò attivamente anche un altro dei suoi figli, Keith Idso.
In un libro sul negazionismo riguardante il cambiamento climatico, Idso venne indicato come rappresentante di un gruppo di "esperti scientifici" che "sono diventati famosi per la loro volontà di argomentare contro la ricerca sul clima per conto della lobby dei combustibili fossili".

## Libri pubblicati
- Sherwood B. Idso, Carbon Dioxide: Friend or Foe?, Inst. for Biospheric Research, 1982
- Sherwood B. Idso, Carbon Dioxide and Global Change: Earth in Transition, Inst. for Biospheric Research, 1989
- Craig D. Idso and Sherwood B. Idso, CO2, Global Warming and Species Extinctions: Prospects for the future, Vales Lake Publishing, 2009
- Craig D. Idso and Sherwood B. Idso, The Many Benefits of Atmospheric CO2 Enrichment, Vales Lake Publishing, 2011
- Craig D. Idso, Sherwood B. Idso, Fred Singer, Robert M. Carter, Climate Change Reconsidered II: Biological Impacts, Heartland Institute, 2014